# Городниця (Коломийський район)
Горо́дниця —  село в Україні, у Городенківській міській громаді Коломийського району Івано-Франківської области, Україна.
Відповідно до Розпорядження Кабінету Міністрів України від 12 червня 2020 року № 714-р «Про визначення адміністративних центрів та затвердження територій територіальних громад Івано-Франківської області» увійшло до складу Городенківської міської громади.

## Розташування
Розташоване у котловині Дністра ; має 316 господарств — з чудовими городами, що в них плекали помідори, виноград, абрикоси, кавуни, вишні, черешні, груші та яблуні.

## Археологічні знахідки
На полі під назвою «Городище» були насипані вали. Переказ каже, що цими валами (297 м понад рівнем моря) були присипані сліди присутності давніх племен, а як показує знахідка римських монет і різного військового знаряддя, це могли бути римські оборонні укріплення. Під валами було джерело, від якого вода водогоном надходила до резиденції власника поля Бялого, а село брало воду просто з джерела.
На полі «Городище» (власність родини Бялих) працювали археологи: професори Ярослав Пастернак із Львова, Козловський із Варшави, зі Стокгольму (Швеція) — в 1933—1934 й 1938—1939. Найбільше знахідок зібрав професор Козловський у 1938—1939 рр.

### Публікації з археології Городниці
- Д-р Ярослав Пастернак. Археологія України. — Торонто, 1961.
  - Первісна давня та середня історія України за археологічними джерелами. Городенка. — С. 155, 175,
  - Неолітична доба, трипільські неолітичні пам'ятки горішнього Подністров'я. Городниця-Городенка. — С. 72, 144, 224, 263, 265, 269, 280, 427, 236, 442, 529, 531, 598—600, XI, XIV, XVI.

(Писано в Чикаго, 22 квітня 1972 року)

## Місцевості села
Село ділили на «кути»: в напрямку до Передівання — однойменний "До Передіваня" , у напрямку Городенки — «Могилки», до села Стрільче — «Луг», а до Бабина — під "Черлиною» (тут колись був над Дністром ліс, а також кар'єри теребовельського пісковику та місця випалювання вапна).
За селом був цвинтар і стара церква (знищена), над рікою — дерев'яна церква.
Поля ділились на: «Над Черлиною», «Городище», «Попри ліс», «Фільварок», «На могилі», «Над берізками» й «На куті».
Ліси: «На Черлені», «Грабова», «Дубина», «Борсуки».
Звірина дика: лиси, дикі кабани, зайці, кози, сарни; птахи: куропатки, перепелиці. В Дністрі ловили рибу: підуства, марена, судаки, вірозуб, щупак, сом, чечуга, бабки й колюки.
На Городищі біля валів була оселя в давнину, а над водою мешкали рибалки; у пізніших роках село розмістилось над водою і прибрало назву Городниця.
Всі дані подав Євген Бялий (уродженець села), упорядкував Осип Гаванський — кооперативний робітник в повіті.
Село має дуже давню історію. Колись поблизу села була притсань за часів Римської імперії.
А в часи СРСР до села курсували річкові катера .

## Легенди
Навпроти села є  ліс, який має статус заказника .Там є три скелясті височини. Соколова, Червона скала та Гнила скала. Перша тримала назву через те, що там тривалий час збирались однойменні птахи.
Друга отримала назву через свій червоний колір .
А гнила через те ,що зовні виглядає як гниле дерево. Біля тієї скали є вхід в печеру. Ніхто не знає її протяжності. Подейкують, що інший вихід аж біля Тернополя. За легендою під час монгольської навали там сховались жителі села Городниці .Вхід в печеру був дуже малий, тож монголи підпалили вогонь і пускали дим в ту печеру, так і загинули втікачі.
А під час повстанського руху бандерівців, там біля печери заховались декілька бандерівців, жителів села. І будучи в одній частині села вистрілив танок в ту скалу і патріоти повмирали .

### Лев
Існує легенда ,що в одній з частин села "Острові", колись викопали золотого лева вагою 9 кг.

## Коротка історія
6 січня 1448 року село згадане в найдавніших записках Галицьких судів 1435—1475 років під час розгляду справи № 1937 між шляхтичами Бучацькими та галицьким старостою Миколаєм з Любіна Паравою (лат. Nicolao de Lubin Parawa).
Село мало громадського поля (пасовиська й обочи) близько 2000 морґів і орного теж близько 2000 морґів і 60 морґів лісу.
До Городниці було прилучений присілок Передівання (прибл. 60 хат з полем бл. 300 морґів). Мешканці присілка — українці, 250 осіб. Школа 1-клясова українська, читальня «Просвіти», кооператива. В Городниці школа 3-клясова утраквістична (двомовна).
У селі були читальня «Просвіти», кооператива, товариства «Сільський Господар», «Союз Українок», «Рідна Школа», «Січ» (спортивне, пізніше «Луг»).
31 липня 1952 р. Городенківський райвиконком під приводом попереднього злиття колгоспів у колгосп «Більшовик» рішенням № 368 ліквідував Пробабинську і Передіванську сільради з приєднанням її до Городницької сільради.
Під час вторгнення комуністів в село, було знищено куркульські родини, забрано їхні маєтки та землі, а частину людей які були спротивниками радянської влади було вислано та знищено. Зокрема під час радянщини постраждали родини Черепів, Кучмеїв, Коломийчуків, Бялих, Чермаків та інші.
В селі активно діяли учасники ОУП УПА. На окраїнах села була родина ,де один з синів був учасником в битві Під Крутами .

## Прізвища
У селі були такі прізвища: Коломийчуки, Передерки, Маркивичі, Лукавецькі, Вознятовські, Воробці, Срайки, Москалики,  Дутки, Черепи, Козаки, Бордуни, Чорні, Чермаки.

## Відомі люди

### Народилися
- учений-економіст і громадсько-політичний діяч Коломийчук Василь Степанович
- священник та парох церкви "Пресвятої Родини" у Відні о. Любомир Дутка[5]
- Головний лікар  Київської міської клінічної лікарні №1  Ігор ЧЕРМАК

### Померли
- український галицький письменник, публіцист, культурний і громадський діяч Глинський Теофан

## Сучасність
На сьогоднішній день більшість селян є заробітчанами в країнах Європи.
А частина займається сільським господарством .Село має статус овочевої "столиці" в районі ,бо поставляє овочі в район та область.

## Населення

### Мова
Розподіл населення за рідною мовою за даними перепису 2001 року:
| Мова            | Кількість | Відсоток |
| --------------- | --------- | -------- |
| українська      | 1108      | 99.37%   |
| російська       | 5         | 0.45%    |
| білоруська      | 1         | 0.09%    |
| інші/не вказали | 1         | 0.09%    |
| Усього          | 1115      | 100%     |